# اتلین گیبسون
اتلین گیبسون (انگلیسی: Ethelyn Gibson؛ ۱۸۹۷ – ۱۹۷۲) بازیگر اهل ایالات متحده آمریکا بود.
از فیلم‌هایی که وی در آن نقش داشته‌است، می‌توان به رقبای عشقی، خودت خیت شدی، بز، برده، رقیب کوپیدو، صبح زود، پشت‌صحنه، میلیونر، مأمور لباس‌شخصی، مفت‌خور، شرور و کندی کید اشاره کرد.